# VÚB Open
VÚB Open je zaniklý ženský tenisový turnaj WTA Tour, který se hrál v hale Sibamac Arena na tvrdém povrchu v letech 1999–2002. Konal se ve slovenském hlavním městě Bratislavě s účastí třiceti dvou tenistek ve dvouhře a šestnácti párů ve čtyřhře. V letech 1999–2000 byl součástí kategorie Tier IVb, poté sestoupil do nižší kategorie Tier V.
Žádná z hráček na turnaji nezvítězila více než jednou. Premiérové tituly kariéry si na něm připsaly dvě pozdější světové jedničky. Francouzka Amélie Mauresmová získala na prvním ročníku 1999 premiérový titul ve dvouhře, když ve finále porazila belgickou hráčku Kim Clijstersovou. Ta ve stejném roce vyhrála také první trofej ve čtyřhře, když se její spoluhráčkou stala krajanka Laurence Courtoisová. Slovenský pár Karina Habšudová a Daniela Hantuchová triumfoval v deblu v roce 2000 a jejich krajanka Henrieta Nagyová pak přidala deblový titul na posledním ročníku 2002, když do turnaje nastoupila se Slovinkou Majou Matevžičovou.
Každý ze čtyř ročníků nesl odlišný název, a to v chronologickém pořadí Eurotel Slovak Open, Eurotel Slovak Indoor, Eurotel Slovak Indoors a VÚB Open. Událost se konala vždy v závěru ženské profesionální sezóny, v říjnovém termínu.

## Přehled finále

### Dvouhra
| Rok  | Název                  | Vítězka           | Finalistka        | Výsledek      |
| ---- | ---------------------- | ----------------- | ----------------- | ------------- |
| 1999 | Eurotel Slovak Open    | Amélie Mauresmová | Kim Clijstersová  | 6–3, 6–3      |
| 2000 | Eurotel Slovak Indoor  | Dája Bedáňová     | Miriam Oremansová | 6–1, 5–7, 6–3 |
| 2001 | Eurotel Slovak Indoors | Rita Grandeová    | Martina Suchá     | 6–1, 6–1      |
| 2002 | VÚB Open               | Maja Matevžičová  | Iveta Benešová    | 6–0, 6–1      |

### Čtyřhra
| Rok  | Název                  | Vítězky                               | Finalistky                              | Výsledek      |
| ---- | ---------------------- | ------------------------------------- | --------------------------------------- | ------------- |
| 1999 | Eurotel Slovak Open    | Kim Clijstersová Laurence Courtoisová | Olga Barabanščikovová Lilia Osterlohová | 6–2, 3–6, 7–5 |
| 2000 | Eurotel Slovak Indoor  | Daniela Hantuchová Karina Habšudová   | Petra Mandulaová Patricia Wartuschová   | bez boje      |
| 2001 | Eurotel Slovak Indoors | Dája Bedáňová Jelena Bovinová         | Nathalie Dechyová Meilen Tuová          | 6–3, 6–4      |
| 2002 | VÚB Open               | Maja Matevžičová Henrieta Nagyová     | Nathalie Dechyová Meilen Tuová          | 6–4, 6–0      |